# Mārtiņš Kazāks
Mārtiņš Kazāks, né le 19 septembre 1973 à Liepāja, est un économiste letton. Il est, depuis décembre 2019, gouverneur de la Banque centrale de Lettonie.

## Biographie
Mārtiņš Kazāks est né le 19 septembre 1973, à Liepāja. Il est diplômé de l'école secondaire Liepāja Rainis n° 6 en 1991 et est titulaire d'une licence en économie de l'Université de Lettonie en 1995, d'un diplôme en économie de l'Université de Cambridge en 1996, d'une maîtrise en économie avec distinction en 1997, ainsi que d'un doctorat en économie qu’il obtenu en 2005 de l'Université de Londres.
De 2005 à 2018, Mārtiņš Kazāks est l'économiste en chef de la branche lettone de Hansabanka, rebaptisée par la suite Swedbank. Le 21 juin 2018, il est nommé par la Saeima de la République de Lettonie membre du Conseil de la banque de Lettonie à partir du 1er août 2018,,.
Le 12 décembre 2019, le Saeima de la République de Lettonie élit Mārtiņš Kazāks gouverneur de la banque de Lettonie pour un mandat de cinq ans, qui a duré jusqu'au 20 décembre 2024. le 6 février 2025, le Saeima de la République de Lettonie le réélit gouverneur de la banque de Lettonie pour un mandat de cinq ans.
Il est membre de droit (ex-officio) du Conseil général du Conseil européen du risque systémique (CERS) depuis 2019.